# Грошев, Анатолий Иванович
Анатолий Иванович Грошев (7 ноября 1922, Вьюково, Ярославская губерния — 10 мая 1988, Минск) — полковник Советской Армии, участник Великой Отечественной войны, Герой Советского Союза (1945). Заслуженный военный лётчик СССР (1971).

## Биография

Могила Грошева на Восточном кладбище Минска.

Анатолий Грошев родился 7 ноября 1922 года в деревне Вьюково (ныне — Некоузский район Ярославской области) в семье служащего. Окончил среднюю школу. В 1940 году Грошев был призван на службу в Рабоче-крестьянскую Красную Армию. В 1943 году он окончил Чкаловскую военную авиационную школу пилотов. С марта того же года — на фронтах Великой Отечественной войны.
К февралю 1945 года лейтенант Анатолий Грошев командовал звеном 995-го штурмового авиаполка (306-й штурмовой авиадивизии, 10-го штурмового авиакорпуса, 17-й воздушной армии, 3-го Украинского фронта). К тому времени он совершил 120 успешных боевых вылетов на штурмовку и бомбардировку скоплений вражеских войск и оборонительных укреплений, нанеся противнику большой урон.
Указом Президиума Верховного Совета СССР от 29 июня 1945 года за «образцовое выполнение боевых заданий командования на фронте борьбы с немецкими захватчиками и проявленные при этом мужество и героизм» лейтенант Анатолий Грошев был удостоен высокого звания Героя Советского Союза с вручением ордена Ленина и медали «Золотая Звезда» за номером 6908.
После окончания войны Грошев продолжил службу в Советской Армии. В 1951 году он окончил Краснодарскую высшую школу штурманов. В 1974 году в звании полковника он вышел в отставку. Проживал и работал в Минске. Умер 10 мая 1988 года, похоронен на Восточном кладбище Минска.

## Награды
Был также награждён двумя орденами Красного Знамени, двумя орденами Отечественной войны 1-й степени, орденом Отечественной войны 2-й степени, тремя орденами Красной Звезды, а также рядом медалей.